# Clyde Snow
Clyde Snow (Fort Worth, Texas, 7 de enero de 1928 - Norman, Oklahoma, 16 de mayo de 2014) fue un profesor y antropólogo forense estadounidense. Fue el fundador del Equipo Argentino de Antropología Forense (EAAF). Algunas de sus identificaciones de esqueletos incluyen a John F. Kennedy, víctimas del asesino serial John Wayne Gacy conocido como Pogo o el Payaso Asesino, el faraón Tutankamón, víctimas al ataque terrorista en Oklahoma y de Josef Mengele, el criminal de guerra nazi, responsable del campo de exterminio de judíos y gitanos en  Auschwitz, Polonia.

## Biografía
Snow comenzó sus estudios secundarios en el Instituto Militar de Nuevo México. Realizó sus estudios universitarios en la Universidad de Nueva México Este, donde obtuvo el grado de licenciado. En la Universidad tecnológica de Texas obtuvo su doctorado en Zoología, en tanto que en la Universidad de Arizona obtuvo el doctorado en Antropología. Comenzó su trabajo en la década de los 60's, mucho antes de que la genética desarrollara muchas de las técnicas que actualmente se utilizan en la investigación forense. Con su trabajo, colaboró con la resolución de crímenes, llevó a numerosos asesinos ante la justicia, identificó a víctimas de desastres y de masacres, e incluso, al investigar la forma en que las personas mueren en los accidentes aéreos. Colaboró con la industria de la aviación en el rediseño de los sistemas de escape.
En 1968 Snow fue nombrado Jefe del Departamento de Antropología Forense del Instituto Aeromédico Civil. En 1972 la Academia estadounidense de Ciencias Forenses reconoció el trabajo forense como una especialidad de la antropología.

## Legado
Desde 1979 Snow se dedicó exclusivamente a la actividad forense. Trabajó con varios grupos de derechos humanos, llamó la atención de la opinión pública sobre las fosas comunes en la Argentina. En 1984, a iniciativa de las Abuelas de la Plaza de Mayo, fundó y entrenó al grupo inicial del Equipo Argentino de Antropología Forense (EAAF) que desempeñó y sigue desempeñando un papel decisivo en la identificación de desaparecidos durante la dictadura militar llamada Proceso de Reorganización Nacional (1976-1983) y en la condena de los responsables de estas desapariciones.
En 1997 trabajó en fosas comunes encontradas en Yugoslavia, principalmente en la provincia de Kosovo, antes de que fuera reconocido como país.
El éxito en la Argentina llevó a la creación del Equipo Guatemalteco de Antropología Forense en 1991.
Su trabajo lo llevó a desarrollar sus investigaciones en numerosos países: en Brasil, participó de la identificación de los restos del criminal nazi Josef Mengele. En El Salvador, halló los cuerpos enterrados de 136 niños y adultos asesinados por paramilitares durante la guerra civil. En Croacia, exhumó los restos de 200 pacientes y médicos de un hospital asesinados.  En 1991, viajó a San Vicente, Bolivia, para encabezar la búsqueda de los restos de Butch Cassidy, cuyo nombre real era Robert LeRoy Parker, y Sundance Kid (Harry Alonzo Longabaugh), sin éxito. En Bagdad, en el año 2006 testificó en contra de Saddam Hussein, en el juicio por crímenes contra la humanidad contra el exdictador. En su país de origen, colaboró en la identificación de las víctimas de los atentados de Oklahoma y, a pedido del Congreso Norteamericano, confirmó que las radiografías de la autopsia del Presidente John F. Kennedy, efectivamente pertenecían al Presidente asesinado. Además, junto a la artista y médica Pat Gatliff reconstruyó el rostro de Tutankamón.
El Equipo Argentino de Antropología Forense, destacó que Snow "dedicó su vida a la aplicación de las ciencias forenses a la investigación de violaciones de los derechos humanos. Su visión y su gran corazón cambió al mundo" También sus integrantes subrayaron el "privilegio de haber sido entrenados por Snow" y por "haber compartido con él 30 años de trabajo en la Argentina, Chile, Perú, El Salvador y Guatemala", entre otros países. "Familias de personas desaparecidas y asesinadas en conflictos alrededor del mundo, encontraron en Snow la posibilidad de una investigación forense independiente y creíble, en la identificación de los restos de sus seres queridos y el aporte de pruebas a la justicia", señaló el comunicado que concluyó: "Muchas gracias, nuestro querido Clyde. Honramos tu memoria. Que en paz descanse nuestro fundador, nuestro maestro y nuestro amigo "...
En 2005, Snow vivía con su esposa cerca de Oklahoma City. Enseñaba en la Universidad de Oklahoma.
Falleció el 16 de mayo de 2014.